# Білліс (Альберта)
Білліс (англ. Bellis) — це село, розташоване в Центральній частині провінції Альберті, Канади в окрузі Смокі Лейк-Каунт. Раніше Белліс входив до складу муніципалітету, а з 1 січня 1946 року втратив статус села, щоб стати частиною муніципального округу Віленський № 575.

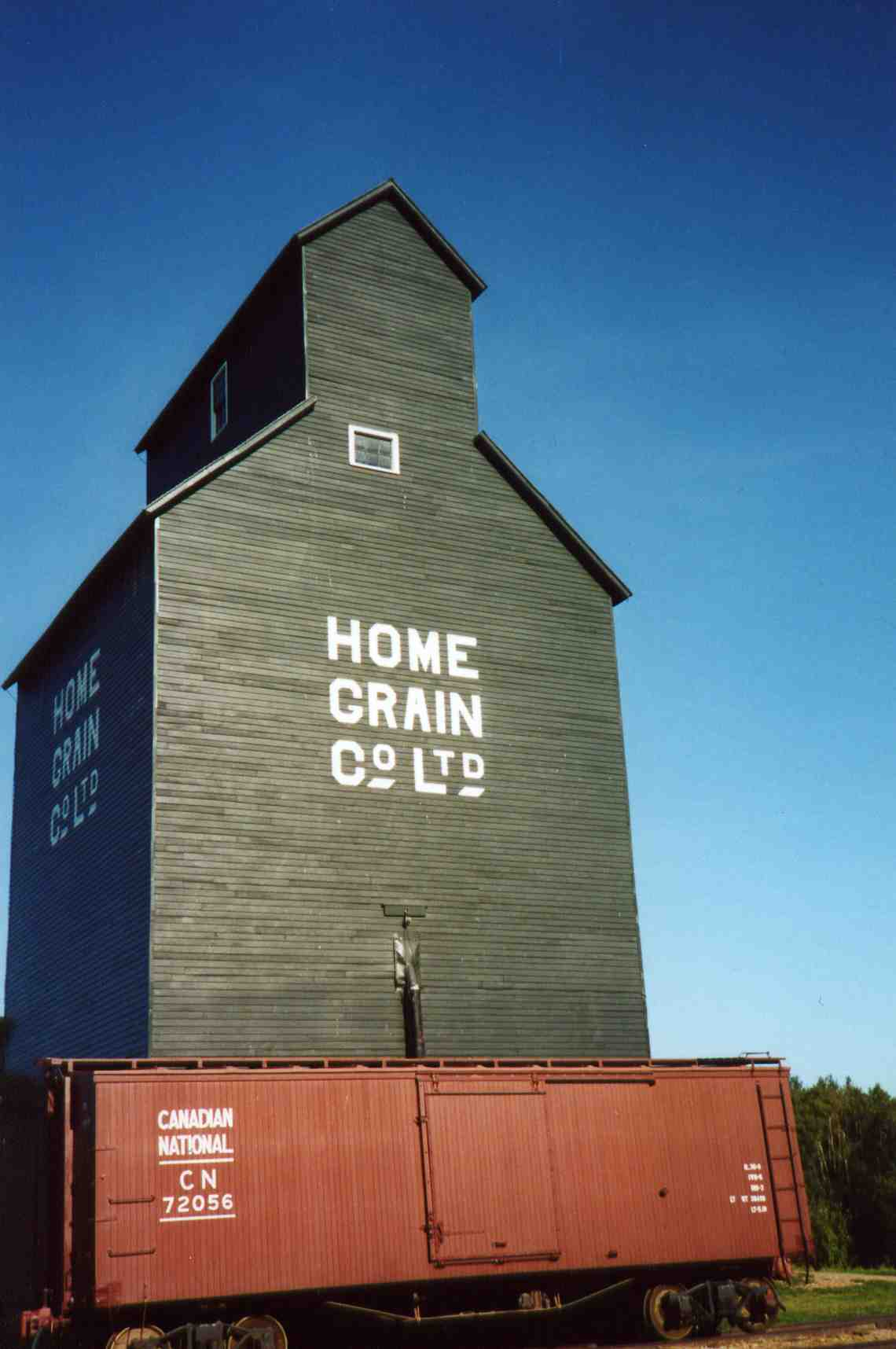
Зерносховище «Bellis Home Grain Co. Ltd.», працювало з 1920 по 1972 роки, а в 1980 році його перемістили в Село україно-канадської культурної спадщини на схід від Едмонтона

Белліс розташований за 8 кілометрів (5,0 миль) на захід від шосе 36 та приблизно за 111 кілометрів (69 миль) на північний схід від Едмонтону. Гамлетівська назва походить від укр. Bellis тобто «білий ліс», через те, що тут знаходиться багато берез і тополь. Перші поселенці прибули в  цю місцевість у 1898 році.

## Демографія
Згідно з переписом населення 2016 року, проведеного бюро статистики Канади, у Біллісі чисельність населення становить 50 людей, які проживають в 19 із 36 приватних житлових будинків. В порівнянні з переписом населення 2011 року кількість населення зменшилась на 7,4 % (54 особи). Площа земельної ділянки складає 0,23 квадратних кілометри при густоті населення 217,4/кв. км. (563,0 кв. милі) у 2016 році.